# 新潟県立新井高等学校
新潟県立新井高等学校（にいがたけんりつ あらいこうとうがっこう、英: Niigata Prefectural Arai High School）は、新潟県妙高市田町にある県立総合高等学校。
上越地方南部の妙高地域では唯一の高等学校で、県内の総合高校として唯一の私服校である。

## 概要
1996年（平成8年）度より、これまでの普通・工業・商業系学科から総合学科へ移行した。2年次より人文科学・自然科学・福祉・体育・ビジネス・工業の各系統に分かれて学習する。

## 教育目標
1. 自分の生き方を自己決定できる能力の育成　－進路指導、各種ガイダンスの充実－
2. 基礎学力の充実　－充実した授業展開と家庭学習の強化－
3. 強靭な身体と健全な精神の錬成　－体育、勤労体験学習等の充実－
4. 社会性豊かな人間の育成　－生徒会活動、クラブ活動、ボランティア活動等の充実－

## 設置学科
- 総合学科

## 沿革

### 新井農学校
- 1910年（明治43年）1月26日 - 中頸城郡議会で中頸城郡立新井農学校の設立を決議し開校を決定。
- 1911年（明治44年）4月8日 - 中頸城郡立新井農学校として開校、農業科2学級を置いて授業開始。

### 新井高等女学校
- 1924年（大正13年）4月1日 - 新井町立新井実科女学校として開校、1学級で授業開始。
- 年月不明 - 新井高等女学校に改称。

### 新井高校
- 1948年（昭和23年）
  - 4月1日 - 新井農学校と新井高等女学校を統合、学制改革に伴い校名を新潟県立新井高等学校とする。農業、工業化学、被服の各学科で授業開始。
  - 6月1日 - 定時制課程を新設、中心校のほか僻地に原通、矢代分校を併置。
- 1949年（昭和24年）
  - 4月1日 - 普通科を設置、4学科体制。
  - 7月1日 - 新校舎完成。
- 1951年（昭和26年）4月1日 - 定時制の妙高分校を新潟県立高田北城高等学校から譲受。
- 1952年（昭和27年）4月1日 - 商業科を設置、5学科体制。
- 1965年（昭和40年）4月1日 - 生徒数増加で全日制は30学級体制に、定時制矢代分校は募集停止。
- 1966年（昭和41年）4月1日 - 定時制妙高分校募集停止。
- 1968年（昭和43年）
  - 1月18日 - 第2体育館竣工。
  - 3月31日 - 定時制矢代田分校を廃止。
- 1969年（昭和44年）3月31日 - 定時制妙高分校を廃止。
- 1970年（昭和45年）1月15日 - 柔剣道場竣工。
- 1974年（昭和49年）4月1日 - 定時制中心校募集停止。
- 1975年（昭和50年）3月31日 - 普通教室棟竣工。
- 1976年（昭和51年）3月31日 - 定時制中心校を廃止。
- 1978年（昭和53年）3月31日 - 特別教室棟竣工。
- 1979年（昭和54年）
  - 3月31日 - 管理普通教室棟竣工。
  - 4月1日 - 農業科を募集停止。
  - 12月26日 - 小体育館竣工。
- 1981年（昭和56年）3月31日 - 商工実習棟竣工、農業科を廃止。
- 1987年（昭和62年）4月1日 - 定時制原通分校募集停止。
- 1990年（平成2年）3月31日 - 定時制原通分校を廃止。
- 1993年（平成5年）4月1日 - 被服科募集停止。
- 1995年（平成7年）
  - 3月31日 - 被服科を廃止。
  - 5月1日 - セミナーハウス雪華会館を設置。
- 1996年（平成8年）4月1日 - 存の学科（普通科、商業、工業科）を募集停止し、新たに総合学科を設置。
- 1997年（平成9年）3月26日 - 武道場竣工。
- 1998年（平成10年）3月31日 - 普通科、商業科、工業科を廃止。
- 2005年（平成17年）4月1日 - 市町村合併、登記住所が新井市から妙高市に変更。

## 部活動
- 運動部 - 陸上競技、テニス（男・女）、卓球、バレーボール（男・女）、バスケットボール（男・女）、野球、スキー、剣道、空手道、サッカー、バドミントン、水泳
- 文化部 - 美術、吹奏楽、写真、書道、茶道、ニューミュージック、クッキング、社会科クラブ、英語、放送
- 同好会 - 柔道

## 校歌
作詞：松本好生、作曲：吉原将人

## アクセス
- えちごトキめき鉄道妙高はねうまライン新井駅 徒歩10分

## 学校行事
- 4月 - 入学式
- 5月 - 遠足、中間考査
- 6月 - 体育祭
- 7月 - 期末考査
- 9月 - 文化祭（六華祭）
- 10月 - 中間考査、2年修学旅行、マラソン大会
- 11月 - 球技大会
- 12月 - 期末考査
- 2月 - 学年末考査
- 3月 - 卒業式

## 著名な出身者
- 引田天功（奇術師、イリュージョニスト）
- 陸川章（元バスケットボール日本代表選手、現指導者）
- 栗和田榮一（佐川急便会長）
- SEIKIN（YouTuber、シンガーソングライター）
- HIKAKIN（YouTuber、ヒューマンビートボクサー）
- Masuo（YouTuber）
- 清水礼留飛（ソチオリンピックノルディック複合・スキージャンプ日本代表、銅メダリスト）
- 古川隆（実業家）